# Verkehrsverbund Rhein-Sieg
Der Verkehrsverbund Rhein-Sieg (VRS) ist der Verkehrsverbund und SPNV-Aufgabenträger der Region Köln/Bonn in Nordrhein-Westfalen. Im Jahr 2019 wurden in dem Verbundraum 556 Millionen Fahrgäste befördert.
Der VRS grenzt im Norden an den Verkehrsverbund Rhein-Ruhr (VRR), im Osten an den Zweckverband Nahverkehr Westfalen-Lippe (NWL), im Süden an den Verkehrsverbund Rhein-Mosel (VRM) und den Verkehrsverbund Region Trier (VRT) sowie im Westen an den Aachener Verkehrsverbund (AVV). Gemeinsam mit dem Letzteren bildet der VRS den Zweckverband go.Rheinland.
Der Verkehrsverbund wurde 1987 als GmbH von den kreisfreien Städten Köln, Bonn und Leverkusen, den Kreisen Rhein-Sieg-Kreis, Rhein-Erft-Kreis, Rheinisch-Bergischer Kreis und Oberbergischer Kreis, der Stadt Monheim am Rhein im Kreis Mettmann, sowie den jeweiligen kommunalen Verkehrsunternehmen und der Deutschen Bundesbahn gegründet.

## Strukturentwicklung und Aufgaben
1996 wurde im Zuge der Bahnreform die Struktur des VRS verändert. Die Verbundgesellschaft wurde um eine Aufgabenträgerschaft im Kooperationsraum 2 (Rhein-Sieg) erweitert. Seit dem 1. Januar 2004 ist sie eine hundertprozentige Tochtergesellschaft des VRS.

### Aufgaben
Wesentliche Aufgabe des Zweckverbandes ist es, den Schienenpersonennahverkehr (SPNV) in der Region Rhein-Sieg zu planen, zu organisieren und auszugestalten.
Insbesondere gehören dazu:
- Ausschreibungen von SPNV-Leistungen
- Mobilitätsmanagement
- Koordination regionaler und lokaler Verkehrsangebote
- Planung, Ausgestaltung und Kontrolle des SPNV

Die Verbundgesellschaft koordiniert alle unternehmensübergreifenden Aktivitäten im Verbundraum. Eines der zentralen Gestaltungselemente ist der dabei der Verbundtarif. Für die Aufgabenträger und Verkehrsunternehmen der Region übernimmt die VRS GmbH eine Vielzahl von Planungs-, Koordinierungs- und Serviceaufgaben.
Insbesondere gehören dazu:
- Verbundtarif
- Vertrieb
- Marketing
- Kommunikation
- Einnahmeaufteilung

### Geschäftsführung
Geschäftsführer des Verkehrsverbundes Rhein-Sieg ist seit 2023 Robert Barabás.

## Daten zum VRS

### Verkehrsgebiet
Das Verkehrsgebiet umfasst eine Fläche von 5.111 km² mit 3,49 Millionen Einwohnern.

### Beförderungszahlen

Entwicklung der Fahrgastzahlen im VRS zwischen 1996 und 2012

Während 1990 312 Millionen Fahrgäste befördert wurden, stieg die Zahl im Jahr 2000 auf 400 Millionen, 2009 auf 494 Millionen und lag 2012 bei 523 Millionen Fahrgästen einschließlich diverser Sonderverkehre. Die Zahl der Fahrgäste ist in den folgenden Jahren weiter gestiegen auf 552 Millionen Fahrgäste im Jahr 2017.
Die VRS-Statistik weist für die Jahre 2000 bis 2012 folgende Werte aus, bereinigt um den Einfluss des NRW-Tickets, des +City-Tickets im Fernverkehr der Deutschen Bahn und die BahnCard 100, sowie die Sondereffekte der Großveranstaltungen WJT 2005, WM 2006 und DEKT 2007:

### Betriebsdaten
- 524 Verkehrslinien, davon
  - 23 Eisenbahnlinien, davon 5 S-Bahn-Linien
  - 19 Stadt- und Straßenbahnlinien
  - 478 Buslinien
- 7448 Haltestellen

Einige Linien verkehren in angrenzenden Städten und Gemeinden der Landkreise Altenkirchen (Westerwald), Neuwied, Vulkaneifel sowie der Kreise Düren, Märkischer Kreis und Olpe.

### Verkehrsunternehmen
- Bahnen der Stadt Monheim GmbH (BSM)
- Busverkehr Rheinland (BVR)
- DB Regio NRW
- Hessische Landesbahn, Bereich Dreiländerbahn
- Kreisverkehrsgesellschaft Euskirchen (KVE)
- Kölner-Verkehrs-Betriebe (KVB)
- Martin Becker GmbH & Co. KG (MB)
- national express (NX)
- Oberbergische Verkehrs-AG (OVAG)
- Rhein-Erft-Verkehrsgesellschaft mbH (REVG)
- Rhein-Sieg-Verkehrsgesellschaft mbH (RSVG)
- Regiobus Rheinland GmbH (RBR)
- Regionalverkehr Köln (RVK)
- Rurtalbus
- Karl Schäfer Omnibusreisen
- StadtBus Dormagen
- Stadtwerke Bonn-Verkehrs GmbH (SWBV)
- Stadtwerke Brühl (STWB)
- Stadtverkehrsgesellschaft Bergisch Gladbach GmbH
- Stadtverkehr Euskirchen (SVE)
- Stadtverkehr Hürth (SVH)
- Stadtwerke Wesseling GmbH (SWW)
- Tirtey Reisen (TI)
- trans regio Deutsche Regionalbahn GmbH (TR)
- Transdev SZ (SZ)
- Verkehrsbetrieb Hüttebräucker
- Verkehrsgesellschaft Bergisches Land (VBL)
- Westerwaldbahn (WEBA)
- wupsi GmbH (wupsi)

### Städte und Gemeinden (Auswahl)
- Als kreisfreie Städte:
  - Bonn
  - Köln
  - Leverkusen

- Im Kreis Altenkirchen1:
  - Altenkirchen (Westerwald)1
  - Betzdorf1
  - Daaden1
  - Herdorf1
  - Kirchen (Sieg)1
  - Wissen (Sieg)1

- Im Kreis Düren1:
  - Düren1
  - Merzenich1
  - Nörvenich1
  - Titz1

- Im Kreis Euskirchen:
  - Bad Münstereifel
  - Blankenheim
  - Dahlem
  - Euskirchen
  - Hellenthal
  - Kall
  - Mechernich
  - Nettersheim
  - Schleiden
  - Weilerswist
  - Zülpich

- Im Kreis Neuwied:
  - Bad Hönningen1
  - Linz am Rhein1
  - Neuwied1
  - Unkel

- Im Märkischen Kreis1:
  - Meinerzhagen1

- Im Kreis Mettmann:
  - Monheim am Rhein

- Im Oberbergischen Kreis:
  - Bergneustadt
  - Engelskirchen
  - Gummersbach
  - Hückeswagen
  - Lindlar
  - Marienheide
  - Morsbach
  - Nümbrecht
  - Radevormwald
  - Reichshof
  - Waldbröl
  - Wiehl
  - Wipperfürth

- Im Kreis Olpe1:
  - Drolshagen1
  - Olpe1

- Im Rheinisch-Bergischen Kreis:
  - Bergisch Gladbach
  - Burscheid
  - Kürten
  - Leichlingen
  - Odenthal
  - Overath
  - Rösrath
  - Wermelskirchen

- Im Rhein-Erft-Kreis:
  - Bedburg
  - Bergheim
  - Brühl
  - Elsdorf
  - Erftstadt
  - Frechen
  - Hürth
  - Kerpen
  - Pulheim
  - Wesseling

- Im Rhein-Kreis Neuss:
  - Dormagen

- Im Rhein-Sieg-Kreis:
  - Alfter
  - Bad Honnef
  - Bornheim
  - Eitorf
  - Hennef (Sieg)
  - Königswinter
  - Lohmar
  - Meckenheim
  - Much
  - Neunkirchen-Seelscheid
  - Niederkassel
  - Rheinbach
  - Ruppichteroth
  - Sankt Augustin
  - Siegburg
  - Swisttal
  - Troisdorf
  - Wachtberg
  - Windeck

- Im Landkreis Vulkaneifel:
  - Gerolstein
  - Hillesheim1
  - Obere Kyll1

1 Ort liegt außerhalb des Verbundraumes. VRS-Fahrausweise gelten hier im Übergang nur auf bestimmten Linien.

### Übergangstarife
Der VRS hat Übergangstarife zu etlichen der umliegenden Verkehrsverbünde bzw. Verkehrsgesellschaften, das heißt, in den jeweiligen Grenzbereichen werden durchgehende Fahrscheine angeboten.
Eine Sonderform der Übergangstarife ist der „Tarifkragen“: In bestimmten Bereichen oder auf bestimmten Strecken außerhalb des VRS-Verbundgebietes gilt für grenzüberschreitende Fahrten der VRS-Tarif, während für Fahrten innerhalb eines Kragenbereiches dessen Tarif gilt. Insbesondere gelten alle Gesamtnetzfahrkarten des VRS auch in allen Tarifkragen. Tarifkragen sind:
- seit dem 1. Januar 2000 die Eisenbahnstrecke bis Gerolstein (Landkreis Vulkaneifel) (VRT)
- seit dem 1. Januar 2002 auf den Schienenstrecken im Landkreis Altenkirchen (Westerwald) (VRM)
- seit dem 1. Januar 2002 auf den Schienenstrecken im Landkreis Ahrweiler (VRM)
- seit dem 28. Mai 2006 auf den Schienenstrecken im Landkreis Neuwied (VRM), (rechte Rheinstrecke bis Engers)
- seit dem 1. Februar 2005 die Städte Remscheid, Solingen, Dormagen, Grevenbroich, Rommerskirchen und Langenfeld (VRR)
- seit dem 1. April 2006 die Stadt Düren und die Gemeinden Vettweiß und Nörvenich (Kreis Düren / AVV)

Den umgekehrten Fall, einen Tarifkragen in das VRS-Gebiet hinein, gibt es in den Gemeinden Bedburg, Elsdorf, Zülpich, Euskirchen und Schleiden. Dort gilt für Fahrten aus dem Kreis Düren oder der Städteregion Aachen auch der AVV-Tarif auf den örtlichen Buslinien.
Seit dem 15. Juni 2008 kann außerdem aus dem VRS-Netz mit regulären VRS-Fahrscheinen das Tarifgebiet des Landkreises Ahrweiler befahren werden (unter anderem die Ahrtalbahn sowie die linksrheinische Eisenbahn-Rheinstrecke von Bonn-Mehlem über Remagen/Sinzig hinaus bis nach Brohl). Dies gilt nur für VRS-ein- und ausbrechenden Verkehr (siehe oben). Die Tickets, die im gesamten VRS-Gebiet gelten sowie das Semesterticket der Universität Bonn gelten auch im Landkreis Ahrweiler.
Seit dem 1. Januar 2015 wird für alle Fahrten zwischen AVV und VRS mit einigen Ausnahmen einheitlich der VRS‐Tarif angewendet. Für Fahrten innerhalb des AVV bzw. innerhalb des VRS gilt weiterhin der jeweilige Verbundtarif.